# 무선 액세스 포인트

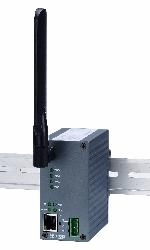
산업용 무선 액세스 포인트

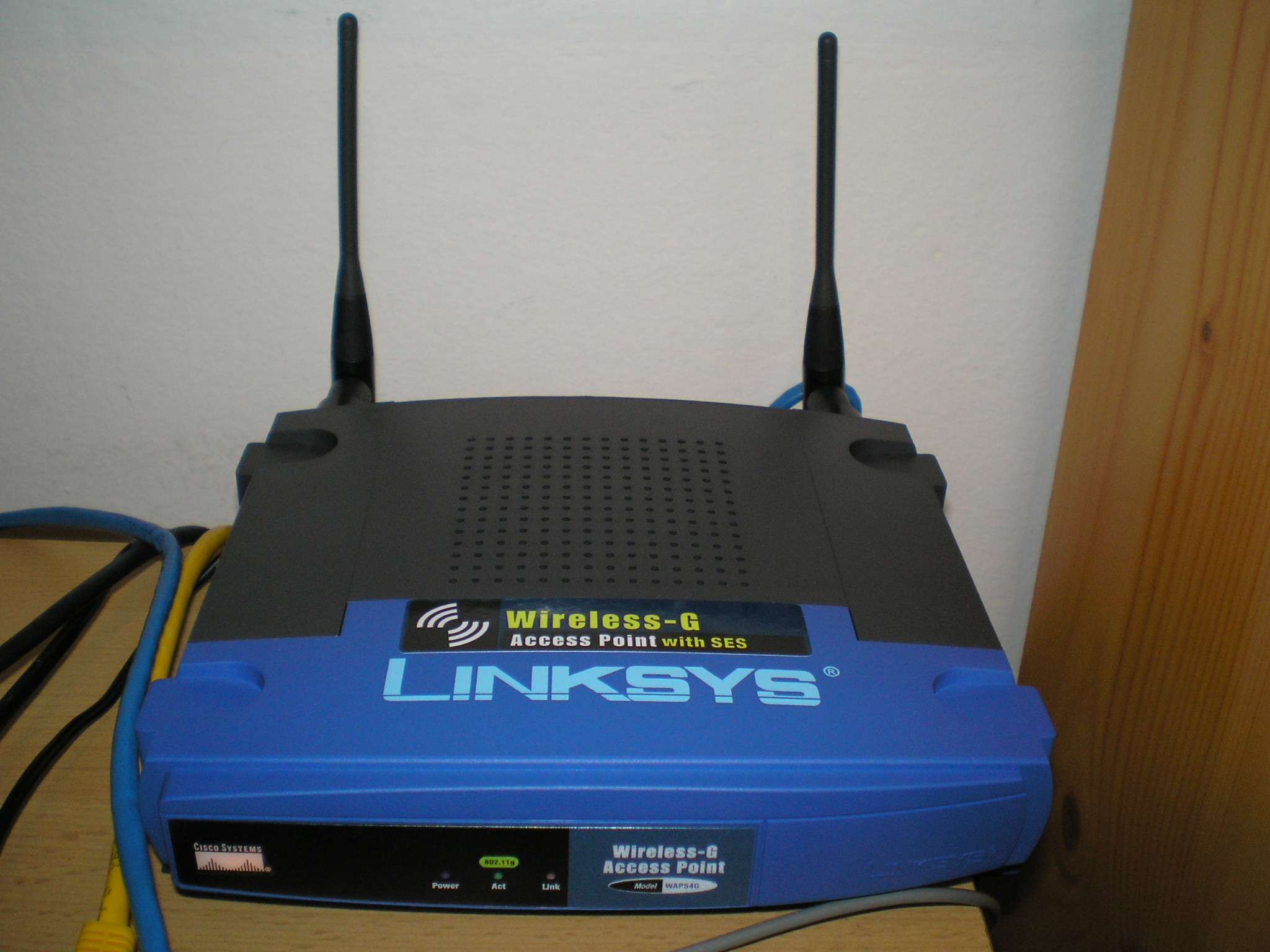
링크시스 "WAP54G"802.11 무선 액세스 포인트

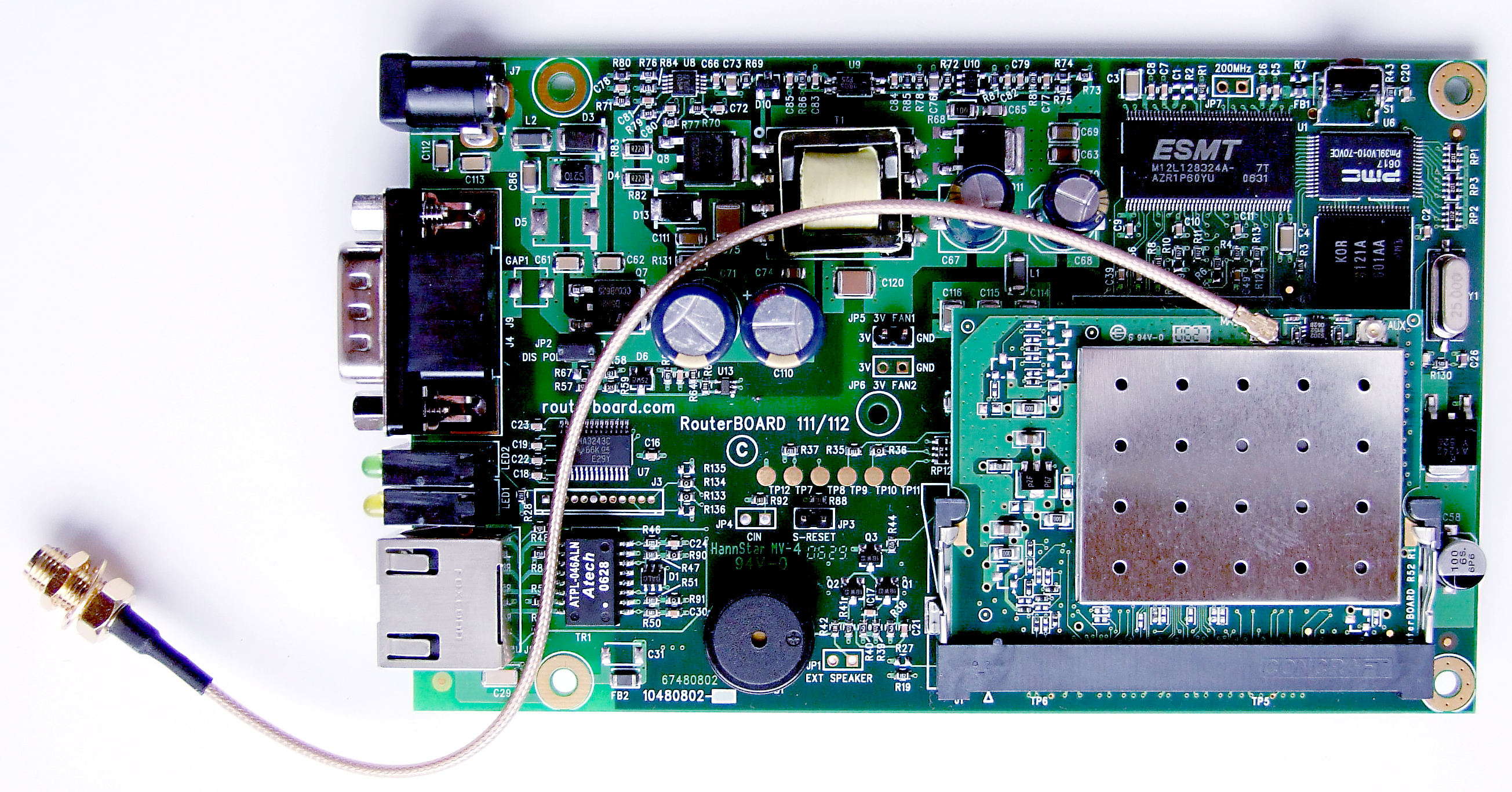
R52 미니 와이파이카드를 장착한 라우터보드112

무선 액세스 포인트(wireless access point, WAP)는 컴퓨터 네트워크에서 와이파이를 이용한 관련 표준을 이용하여 무선 장치들을 유선 장치에 연결할 수 있게 하는 장치를 가리킨다. WAP는 일반적으로 유선망을 거치는 라우터에 연결되며 컴퓨터, 프린터와 같은 무선 장치와 네트워크 상의 유선 장치 간 데이터를 중계할 수 있다. 그리고 무선 장비 연결중 블루투스를 이용할 때는 일반적으로 1:1로 연결을 하게 되므로 이때는 무선 액세스 포인트라고 하기보다는, 1:1 근거리 무선 통신 장비라고 한다. 이유는 일반적인 무선 액서스 포인트의 용도는 1:다수가 접속을 하는데 사용하기 때문이다.
무선 보안에는 WPA-PSK, WPA2, IEEE 802.1x/RADIUS, WDS, WEP, TKIP, CCMP (AES) 암호화가 있다.

## 도입
무선 네트워크 이전에는 기업, 가정, 학교에서 컴퓨터망을 구축하려면 수많은 케이블을 벽과 천장을 통해 연결하여 건물 내 네트워크 접속을 지원하였다. 무선 액세스 포인트를 이용하면 네트워크 사용자들은 선 없이, 아니면 선을 거의 쓰지 않는 네트워크 접속 장치를 추가할 수 있다. 오늘날의 WAP는 케이블링 보다는 무선 주파수를 이용하여 데이터를 송수신하는 표준을 지원하도록 구성되어 있다. 여기에 쓰이는 표준들과 주파수들은 IEEE가 정의한다. 대부분의 WAP들은 IEEE 802.11 표준을 이용한다.

## 제한
네트워크 설계자들은 리피터나 리플렉터를 사용하여 AP의 범위를 확장할 수 있으며, 이를 통해, 도달하지 않는 전파 신호를 증폭시킬 수 있다. 실험적 조건에서 무선 네트워크는 수백 킬로미터 이상의 거리에서 동작이 확인되었다.

## 참조
1. ↑  Ermanno Pietrosemoli. “Setting Long Distance WiFi Records: Proofing Solutions for Rural Connectivity”. Fundación Escuela Latinoamericana de Redes University of the Andes (Venezuela). 2018년 12월 19일에 원본 문서에서 보존된 문서. 2012년 3월 17일에 확인함.

## 같이 보기
- 핫스팟
- 무선랜
- 와이맥스